# Курицын, Юрий Михайлович
Юрий Михайлович Курицын (20 июня 1942 — 24 апреля 2022) — советский самбист и дзюдоист, чемпион и призёр чемпионатов СССР по самбо, призёр чемпионата мира, мастер спорта СССР международного класса, заслуженный тренер СССР. Служил в армии в Литве. После окончания службы остался там жить. Окончил Каунасский институт физической культуры. В течение 8 лет был тренером сборной СССР по дзюдо.

## Спортивные результаты
- Чемпионат СССР по самбо 1972 года — ;
- Чемпионат СССР по самбо 1973 года — ;
- Чемпионат СССР по самбо 1974 года — ;

## Известные воспитанники
- Езерскас, Чесловас Ионо (1949) — чемпион СССР, Европы и мира, Заслуженный мастер спорта СССР;
- Яцкевич, Александр Владимирович (1958) — чемпион СССР и Европы, бронзовый призёр Олимпийских игр 1980 года, заслуженный мастер спорта СССР;